# Fèlix Azzati i Descalci
Fèlix Azzati i Descalci (Cadis 1874 - València, 20 de juny de 1929) fou un polític i periodista valencià, diputat a Corts durant la restauració borbònica. Era fill de Giovanni Azzati, un garibaldí exiliat, director d'orquestra que es guanyava la vida fabricant paraigües. Arribà a València de petit i va tenir una escolarització primària, però tot i treballar com a obrer forjador va estudiar dret de gran i traduí Luigi Pirandello al castellà.
L'any 1900 es va casar amb Esperanza Cutanda en el que seria el primer matrimoni civil celebrat a València, amb qui va tindre sis fills: Renau, Néstor, Octavio, Arnaldo, Magda i Paz.
Fou un dels fundadors del diari El Pueblo i s'afilià al Partit d'Unió Republicana Autonomista (PURA) de Vicente Blasco Ibáñez, de qui fou el més íntim col·laborador. Quan aquest es va retirar de la política el 1908 va assolir la direcció del partit, amb el qual fou diputat a les Corts Espanyoles a les eleccions de 1908 (parcial per substituir Adolfo Gil y Morte), 1910, 1914, 1916, 1919 i 1923. Va escriure violents articles anticlericals que li valgueren més d'un procés (arribà a declarar la guerra a Déu).
El 1912 trencà definitivament amb el Partit Republicà Radical d'Alejandro Lerroux i va mantenir la preeminència política al País Valencià mitjançant l'oportunisme i mètodes dubtosos. Es mostrà totalment contrari al valencianisme polític, al que criticà acarnissadament, tot i que des del 1918 va mantenir una actitud ambigua amb aquest. Alhora, fou processat per les diverses campanyes anticlericals que va organitzar. I encara que sovint va tenir suport electoral de l'anarcosindicalisme, hom considera que potser va actuar com a provocador del govern en la vaga general de 1917, que coincidia amb l'Assemblea de Parlamentaris, però això no està totalment demostrat. Durant la dictadura de Primo de Rivera es mantingué inactiu. A la seva mort el succeí com a cap del partit Sigfrido Blasco-Ibáñez.